# Eriococcus brucius
Eriococcus brucius är en insektsart som beskrevs av Goux 1995. Eriococcus brucius ingår i släktet Eriococcus och familjen filtsköldlöss.
Artens utbredningsområde är Frankrike. Inga underarter finns listade i Catalogue of Life.